# Defying Gravity (film)
Defying Gravity je americký hraný film z roku 1997, který režíroval John Keitel podle vlastního scénáře. Film popisuje vztah dvou studentů, z nichž jeden je napaden kvůli homosexualitě.

## Děj
John Griffith zvaný Griff je průměrný student, který bydlí na koleji, zatímco jeho přítel Pete se z koleje odstěhoval. Griff a Pete mají utajený sexuální vztah. Griffovi toto uspořádání vyhovuje, protože nechce, aby někdo věděl, že je gay, ale Pete chce, aby tvořili klasický pár se vším všudy. Griff tedy jednou souhlasí a jde s ním na rande. Je však naštvaný, když zjistí, že Pete naplánoval setkání v gay kavárně. Jejich rande skončí hádkou a odchodem z kavárny. Pete odchází sám do temné uličky, Griff nasedá do svého džípu a všimne si černého auta, které jede uličkou za Petem.
Druhého dne se Griff a jeho spolubydlící dozvědí, že Pete byl brutálně napaden a leží v kómatu v nemocnici. Griff je šokován a s Toddem jedou do nemocnice za Petem. Zde potkají detektivku Hornovou, která vyšetřuje útok, ale Griff jí neřekne, že byl s Petem té noci. Griff se straní svých přátel a zanedbává výuku. Jde zpět do kavárny, kde potká spolužačku Denetru, se kterou se spřátelí. Zajde rovněž za Petem do nemocnice, kde se setká s jeho rodiči. Griff kvůli starostem s Petem zapomene zajisti občerstvení na večírek na koleji. Po hádce se spolubydlícími se Todd rozhodne Griffa vzít za město na výlet. Zde Griff přizná Toddovi, že miluje Peta, a že spolu byli večer před napadením. Todd s ním jde rovnou na policejní stanici, kde Griff učiní výpověď. Po jejich návratu na kolej potkají studenta Smittyho, který zde parkuje se svým černým autem, ve kterém Griff pozná vůz, který následoval Peta. Spolubydlící Stewy se přizná k útoku, že ve tmě nepoznali Peta.
Griff se poté odstěhuje z koleje do domu k Petovi. Po čase se Pete probere z kómatu a Griff mu slibuje, že ho neopustí. Když se Pete uzdraví, stane se z nich klasický pár.

## Obsazení
| Daniel Chilson  | John 'Griff' Griffith     |
| Niklaus Lange   | Todd Bentley              |
| Don Handfield   | Pete Bradley              |
| Linna Carter    | Denetra Washington        |
| Seabass Diamond | Matthew 'Doogie' McDougal |
| Lesley Tesh     | Heather                   |
| Ryan Tucker     | Gary Buchanan             |
| Erika Cohen     | policistka Horne          |
| Laura Fox       | Petova matka              |
| Kevin P. Wright | Petův otec                |
| Matt Steveley   | Stewart 'Stewy' Hanson    |
| Steven Burrill  | Smitty                    |

## Ocenění
- Austin Gay & Lesbian International Film Festival: nejlepší celovečerní film
- Cinequest San Jose Film Festival: cena publika